# Stanisław Pochwalski
Stanisław Pochwalski (ur. 29 kwietnia 1896 w Krakowie, zm. 3 października 1959 tamże) – polski artysta malarz i konserwator zabytków, syn Władysława Pochwalskiego, brat Kaspra Pochwalskiego, mąż Jadwigi Maziarskiej.
Współzałożyciel Zrzeszenia Artystów Plastyków "Zwornik". Pochodził z wielopokoleniowej rodziny malarzy, która wydała na świat 9 malarzy w 6 pokoleniach (Stanisław był z piątego). Najsławniejszym przodkiem Stanisława był portrecista Kazimierz Pochwalski (1855-1940), brat ojca. Stanisław Pochwalski był żonaty z inną malarką - Jadwigą Maziarską.